# Maria Grazia Calandrone
Maria Grazia Calandrone (Milán, 15 de octubre de 1964) es una poetisa, dramaturga, periodista, activista, artista visual, profesora, autora y presentadora italiana de Rai Radio 3. Actualmente vive en Roma.

## Biografía
Es madre de Arturo e hija de Giacomo Calandrone, combatiente voluntario en la guerra civil española y diputado comunista, además de autor de ensayos históricos y políticos.

## Carrera
Calandrone inició su carrera literaria en la década de 1990. Debutó en 1994 con el silloge Illustrazioni, Premio Eugenio Montale por lo inédito. En 1998 obtuvo la publicación-premio Nazionale Nuove Scrittrici de Pietra di paragone. Desde 2010 bautiza poetas debutantes, considerados dignos de publicación. Es crítica literaria para el periódico Il Manifesto, redactora de la columna inédita «Cantiere Poesia» para la revista mensual internacional Poesia, colabora con la revista cuatrimestral de cine Rifrazioni y con la revista de arte y psicoanálisis Il corpo y codirige la serie de poesía «I domani» para Aragno Editore, escribe una columna para el periódico Corriere della Sera. Realiza una importante actividad social en escuelas, con enfermos de alzhéimer, ciegos, en cárceles y centros de día, donde aplica un método que ella misma ideó. Escribir poesía es para ella una acción política, una de las formas de solidaridad. Es miembro de la Asociación de voluntariado cultural «Piccoli Maestri».
Su obra ha sido premiada en varias ocasiones, obteniendo importantes reconocimientos como el Premio Dessi, el Premio Napoli y el Premio Librex Montale, entre otros.
Con Sulla bocca di tutti ganó el Premio Nápoles. Con Giardino della Gioia, publicado por Mondadori, se convirtió en la ganadora de la 27.ª edición del Premio Literario Metauro. Desde 1993 es invitada a los más relevantes festivales nacionales e internacionales; desde 2008 representa en Italia y en Europa el videoconcierto Senza bagaglio (finalista de Romaeuropa Webfactory 2009), realizado con Stefano Savi Scarponi, en el cual figura como intérprete de sí misma en I fiori che lei porta; en 2010 su texto My language is the rose, seleccionado por el compositor malayo Chie Tsang, es finalista de «Unique Forms of Continuity in Space» en Melbourne, Australia. En 2010 fue elegida como representante de la poesía italiana y dirigida por Lucie Kralova en “Evropa jedna báseň”, documental emitido el 28 de agosto de 2012 en Česká televize. En 2012 formó parte del proyecto televisivo de la RAI «UnoMattina Poesia», colaboró con Rai Letteratura y el músico Canio Loguercio. Fue enviada por el Instituto Japonés de cultura de Roma a las ciudades de Tokio y Kyoto para el Premio Haiku en Italia. Se enamoró de la esencialidad y la elegancia de la cultura japonesa y tradujo los ejemplos en su propia poesía. En 2013 inició una colaboración con Cult Book (Rai 3) y está en la videoinstalación «Ritratto continuo» de Francesca Montinaro, expuesta en la Galleria d'Arte Moderna de Roma. En 2017 se interpreta en el docufilm Il futuro in una poesia de Donatella Baglivo y en el proyecto Poems With a View del director israelí Omri Lior. En 2019 comienza su colaboración con la compositora Silvia Colasanti y con el vocalista clásico y poeta indio Bhai Baldeep Singh. En 2018 fue la directora de la serie de entrevistas en video I volontari, un documental sobre la recepción de migrantes y el video reportaje sobre Sarajevo Viaggio in una guerra non finita, ambos publicados por «Corriere TV». En 2020, en tiempos de COVID-19, transformó sus laboratorios en laboratorios de transmisión de videos para niños y adolescentes, llegando a estudiantes desde la escuela primaria hasta universidades en todo el territorio nacional y a residentes de habla italiana en el extranjero.
Su poesía es traducida al alemán, árabe, checo, español (España, Argentina, Chile, Ecuador, México, Venezuela), griego, japonés, iraní, neerlandés, portugués, rumano, ruso, sueco y turco.
Además, Maria Grazia participó en el proyecto Caro Poeta. Se trata de un evento promovido y organizado por la Fondazione Cultura e Arte, una emanación de la Fondazione Terzo Pilastro - Internazionale, en colaboración con su Sociedad, y que se celebra en Roma desde 2006 en el Templo de Adriano de la Piazza di Pietra. Con el paso de los años, el evento se ha convertido en uno de los acontecimientos culturales más importantes y con mayor asistencia en la ciudad de Roma (nada menos que 6.000 asistentes en 2018). El programa incluye numerosos encuentros con los más importantes poetas contemporáneos, tanto italianos como extranjeros, y otras muchas iniciativas enteramente dedicadas a la poesía.
Está trabajando en Ti chiamavo col pianto, un libro de investigación sobre las víctimas de la justicia juvenil en Italia.
Según su concepción, la poesía es un instrumento de conocimiento y su colaboración en el incesante intento humano de mejorar el mundo. En su último libro Serie fossile escribió: «Ya que nació como un poema de amor, este poema es político. Esto es todo lo que he comprendido, de momento, de mi poesía».
Sitio web: www.mariagraziacaladrone.it 

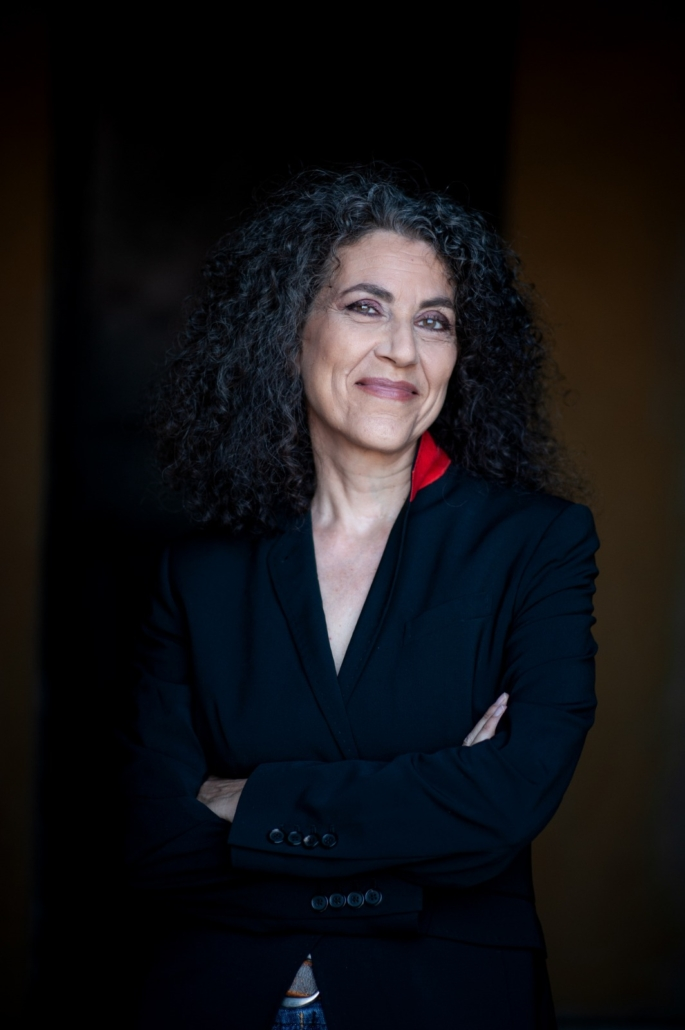
https://www.mariagraziacalandrone.it/foto/

Canal de YouTube: http://www.youtube.com/channel/UCwf6yD71sOuGC2dMxRgeD-A

## Obras notables

### Poesía
- Giardino della gioia (2019)
- Il bene morale (2017)
- Gli Scomparsi (2016)
- Serie fossile (2015)[10]
- La vita chiara (2011)
- Atto di vita nascente (2010)
- Sulla bocca di tutti (2010)
- La macchina responsabile (2007)
- Come per mezzo di una briglia ardente (2005)
- La scimmia randagia (2003)
- Pietra di paragone (1998)

### Prosa
- Un altro mondo, lo stesso mondo. Una riscrittura del Fanciullino di Giovanni Pascoli (2019)
- Nella Nobili. Ho camminato nel mondo con l'anima aperta (2018)
- La grande illusione in Princesa (2018)
- Salvare Caino (2014)
- L'infinito mélo (2011)